# Sekundærrute 267
Sekundærrute 267 er en rutenummereret landevej og motortrafikvej på Sjælland.
Ruten strækker sig fra Tisvildeleje til Hillerød.
Rute 267 har en længde på ca. 22 km.